# Willie Mays
Willie Howard Mays Jr., soprannominato The Say Hey Kid (Westfield, 6 maggio 1931 – Palo Alto, 18 giugno 2024), è stato un giocatore di baseball statunitense di ruolo esterno che giocò la maggior parte della carriera con i New York e San Francisco Giants nella Major League Baseball (MLB). Venne inserito nella National Baseball Hall of Fame nel 1979, al suo primo anno di eleggibilità.

## Carriera
Mays trascorse la maggior parte delle sue 22 stagioni in carriera con i Giants, prima di concludere con i New York Mets. Fu premiato per due volte come MVP della National League, condividendo il record per il maggior numero di convocazioni all'All-Star Game (24) con Hank Aaron e Stan Musial. Ted Williams disse: "Hanno inventato l'All-Star Game per Willie Mays". La sua carriera si concluse con 660 fuoricampo, terzo di tutti i tempi al momento del ritiro e, al 2019, quinto. Condivise anche il primato di 12 vittorie del Guanto d'oro, a partire dal 1957, quando il premio fu introdotto.
Considerato uno dei giocatori più completi della storia del baseball, nel 1999 Mays fu inserito da The Sporting News‍ al secondo posto nella classifica dei migliori cento giocatori di tutti i tempi. Quell'anno fu inserito anche nella formazione del secolo della MLB. Mays divenne uno dei cinque giocatori della National League ad avere disputato otto stagioni consecutive con cento punti battuti a casa, assieme a Mel Ott, Sammy Sosa, Chipper Jones e Albert Pujols. Superò i 50 home run nel 1955 e 1965, il più lungo intervallo della storia della Major League Baseball per stagioni con 50 o più fuoricampo. La sua ultima gara la disputò il 16 ottobre durante la terza partita delle World Series 1973.

## Palmarès

### Club
- World Series: 1

New York Giants: 1954

### Individuale
- MVP della National League: 2

1954, 1965
- MLB All-Star: 24

1954-1973
- MVP dell'All-Star Game: 2

1963, 1968
- Rookie dell'anno della National League - 1951
- Guanti d'oro: 12

1957–1968
- Atleta maschile dell'anno dell'Associated Press: 1

1954
- Formazione del secolo della MLB
- Numero 24 ritirato dai San Francisco Giants
- Club delle 3.000 valide